# Fülesmakifélék
A fülesmakifélék (Galagidae) a főemlősök (Primates) lajhármaki-alkatúak (Lorisiformes) alrendágának egyik családja, amelyhez 5 nem tartozik összesen 20 fajjal.
A fülesmakik vagy galágók kis termetű, afrikai fajok. Étrendjüket leginkább rovarok és kistestű gerincesek alkotják, de növényi részeket is fogyasztanak. Farkuk hosszú, mellyel az ágak közötti ugrások során egyensúlyoznak. Éjszakai életmódjuknak megfelelően szemük és fülük nagy.

## Rendszerezés
A családba az alábbi nemek és fajok tartoznak:
- Otolemur (Coquerel, 1859) – nagy fülesmakik, 3 faj
  - Óriás fülesmaki (Otolemur crassicaudatus)
  - Északi óriás fülesmaki (Otolemur garnettii)
  - Ezüstös óriás fülesmaki (Otolemur monteiri)

- Euoticus (Gray, 1863) – gerinceskörmű fülesmakik, 2 faj
  - Északi gerinceskörű fülesmaki (Euoticus elegantulus)
  - Déli gerinceskörmű fülesmaki (Euoticus pallidus)

- Galago (Gray, 1796) – valódi fülesmakik, 5 faj
  - Galago farafraensis – kihalt
  - Szenegáli fülesmaki (Galago senegalensis)
  - Szomáli fülesmaki (Galago gallarum)
  - Pápaszemes fülesmaki (Galago matschiei)
  - Déli fülesmaki (Galago moholi)

- Sciurocheirus (Gray, 1873) – mókus fülesmakik, 3 faj
  - Allen-fülesmaki (Sciurocheirus alleni)
  - Kameruni fülesmaki (Sciurocheirus cameronensis)
  - Gaboni fülesmaki (Sciurocheirus gabonensis)

- Galagoides (A.Smith, 1833) – törpe fülesmakik, 8 faj
  - Demidoff fülesmakija (Galagoides demidoffi)
  - Grant-fülesmaki (Galagoides granti)
  - Malawi fülesmaki (Galagoides nyasae)
  - Hegyi törpefülesmaki (Galagoides orinus)
  - Rondo-fülesmaki (Galagoides rondoensis)
  - Thomas fülesmakija (Galagoides thomasi)
  - Udzungwa-fülesmaki (Galagoides udzungwensis)
  - Törpe fülesmaki (Galagoides zanzibaricus)

## Képek

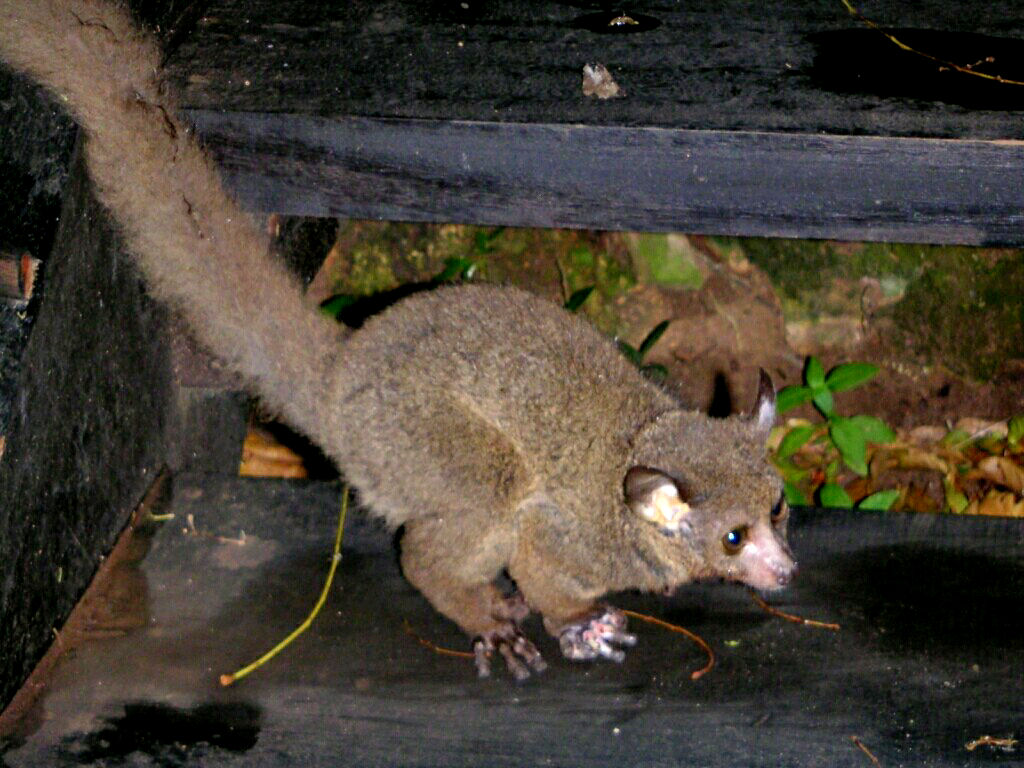
Óriás fülesmaki (Otolemur crassicaudatus)
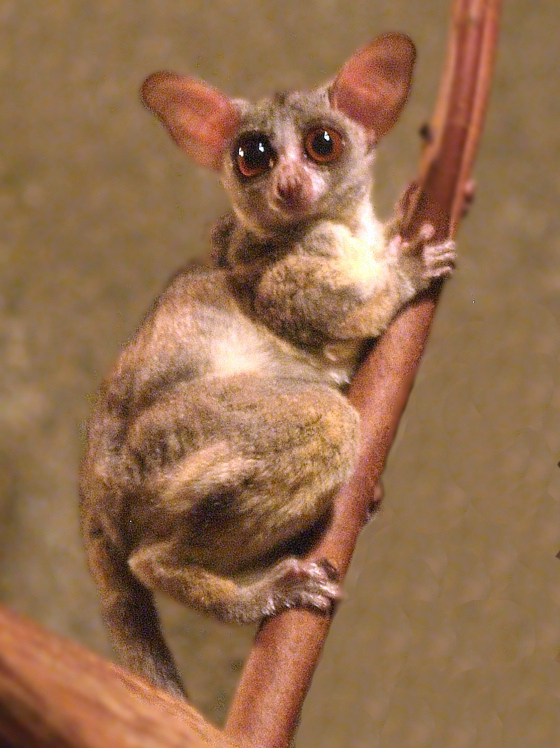
Szenegáli fülesmaki (Galago senegalensis)